# Julius Malema
Julius Sello Malema (Seshego, 3 maart 1981) (bijgenaamd Juju) is een Zuid-Afrikaans politicus. Hij is leider van de door hem in 2013 opgerichte Economische Vrijheidsstrijders. Hij was van april 2008 tot eind februari 2012 leider van de ANC-Jeugdliga (ANCYL), de jongerenorganisatie van het Afrikaans Nationaal Congres (ANC). In april 2012 werd hij uit de partij gezet, omdat hij verdeling in de partij zou veroorzaken.
In oktober 2009 verscheen het boek The world according to Julius Malema van de Zuid-Afrikaanse journalisten Max du Preez en Nancy Rossouw, waarin de denkbeelden van Malema worden geanalyseerd en wordt ingegaan op de invloed van de man en diens denkbeelden binnen het ANC. 
Op 8 april 2010 raakt Malema tijdens een persconferentie in discussie met een BBC-journalist. Hij vraagt hem tevens de zaal te verlaten. De Zuid-Afrikaanse president Zuma zei later op een persconferentie dat zijn partijleiders moeten 'denken voor zij spreken, omdat hun opmerkingen grote consequenties kunnen hebben voor het land'.
Op 12 september 2011 werd Malema (ook na het aanpassen van het lied Skiet die Boer (Dubul'ibhunu)) veroordeeld door de rechtbank in Johannesburg voor haatzaaien. De rechter bevestigde de uitspraak van de Zuid-Afrikaanse Menseregtekommissie dat het lied "Skiet die Boer" aanzet tot haat jegens blanke boeren.
In september 2012 werd hij beschuldigd van fraude met overheidsaanbestedingen en witwassen van zwart geld, de rechtszaak loopt nog.
Malema was, voordat hij uit de partij werd gezet, een aanhanger van de in 2009 verkozen president Jacob Zuma. Nadat hij in 2012 uit het ANC werd gezet, keerde hij zich echter tegen Zuma en later zelfs tegen het ANC in het algemeen. Hij verontschuldigde zich voor zijn steun in het verleden aan Zuma.